# Horbach (Aken)
Horbach is een dorp (Ortschaft) in het stadsdeel Richterich in het noordwestelijk deel van de Duitse gemeente Aken.

## Geschiedenis
Horbach viel tot begin 11e eeuw onder de Sint-Laurentiusparochie van Laurensberg en daarna onder die van Richterich. Vanaf 1361 maakte het deel uit van de heerlijkheid Heyden ("Heydener Ländchen") binnen het Hertogdom Gulik. Het dorp behoorde dus nooit tot het Rijk van Aken, zoals de meeste andere plaatsen in de huidige gemeente Aken.
Pas in de 15e eeuw kreeg het dorp een eigen kapel, die in de Tachtigjarige Oorlog grotendeels verwoest werd en in 1632 herbouwd. In 1804 werd Horbach samen met Richterich tot parochie verheven. Het inwoneraantal bedroeg toen 623. Op 1 januari 1972 kwam Horbach bij Aken als onderdeel van het stadsdeel (Stadtbezirk) Richterich.

## Bezienswaardigheden
- Haus Heyden, ruïne van een waterburcht uit 1303.
- Haus Ober-Frohnrath, imposante kasteelhoeve met ronde torens, 16e/17e eeuw.
- Obermühle, voormalige watermolen op de Amstelbach, banmolen van een riddergoed.
- Untermühle, voormalige watermolen op de Amstelbach, in gebruik als een paardenpension.
- Gut Rosenberg, herenhof uit 1784/1825.
- Sint-Henricuskerk uit 1632, oorspronkelijk een 15e-eeuwse kapel, met een bijzonder renaissanceportaal, kerkmeubilair voornamelijk neogotisch.
- Zollmuseum Friedrichs (douanemuseum), inclusief smokkelarij.

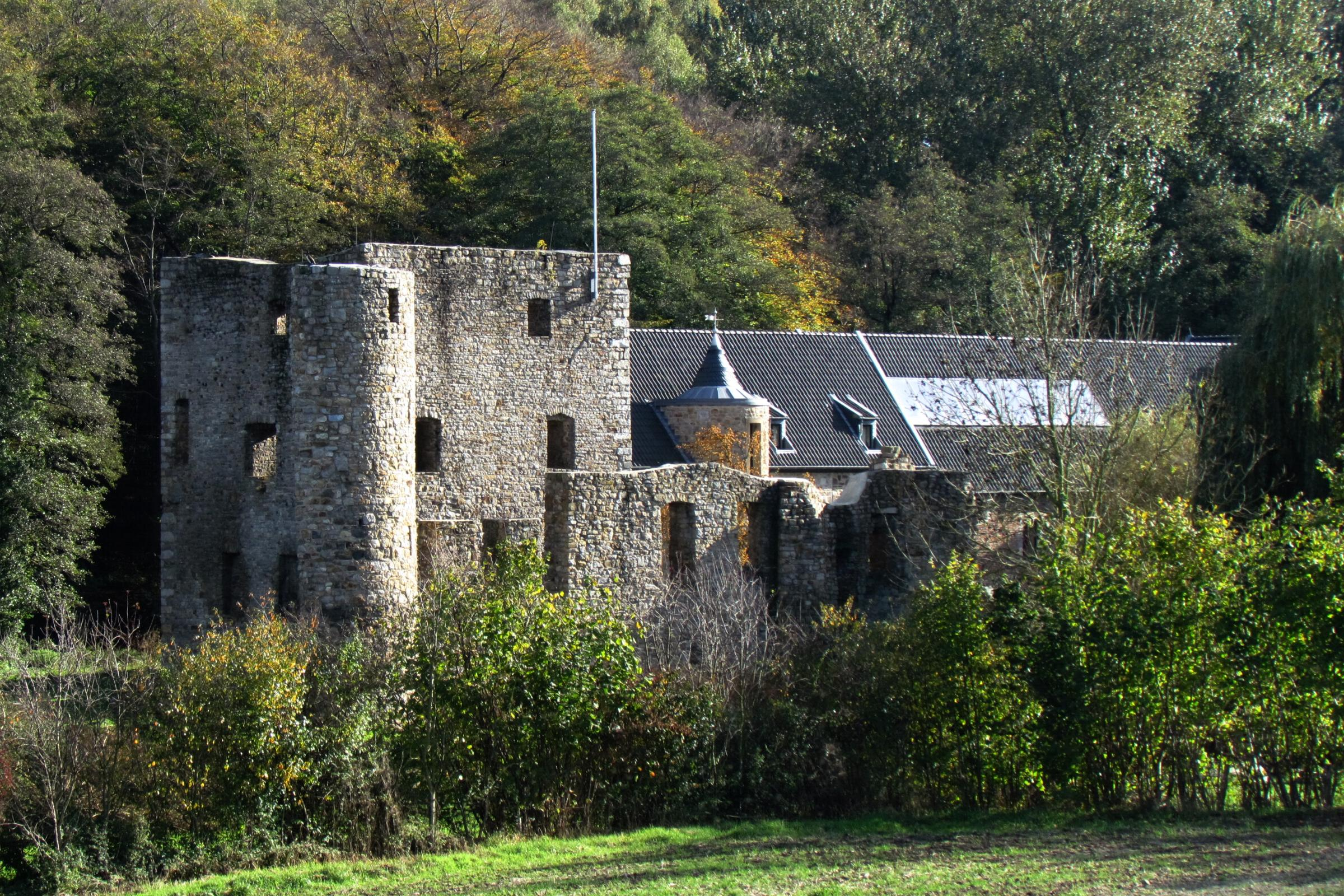
Ruïne Haus Heyden
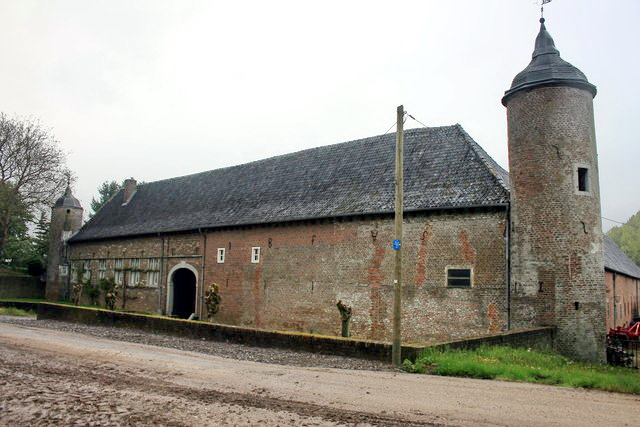
Haus Ober-Fronrath
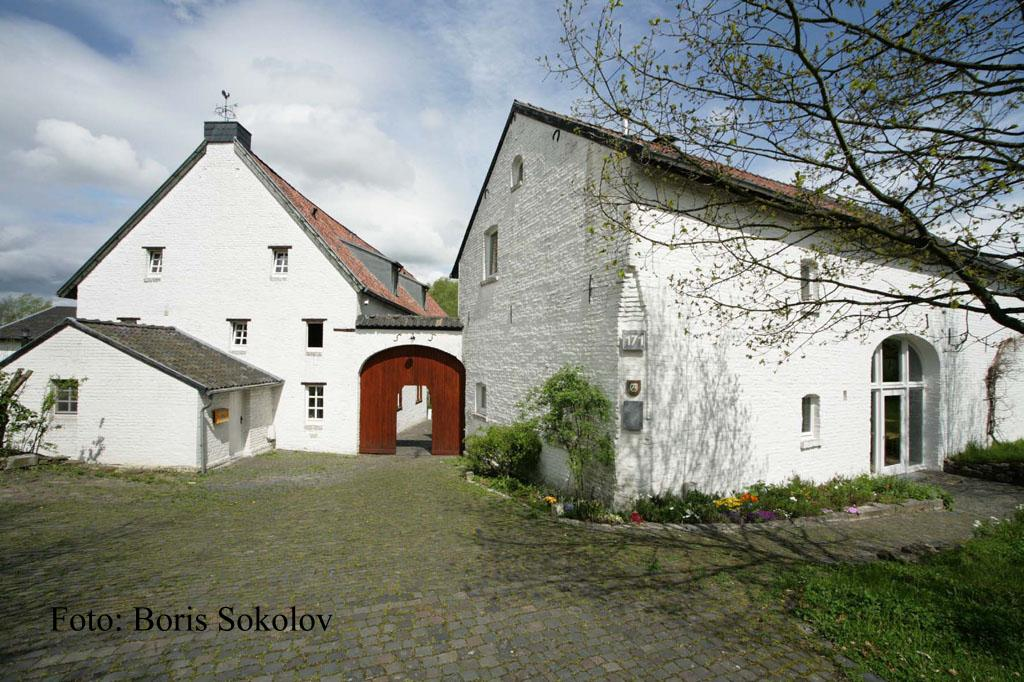
Obermühle
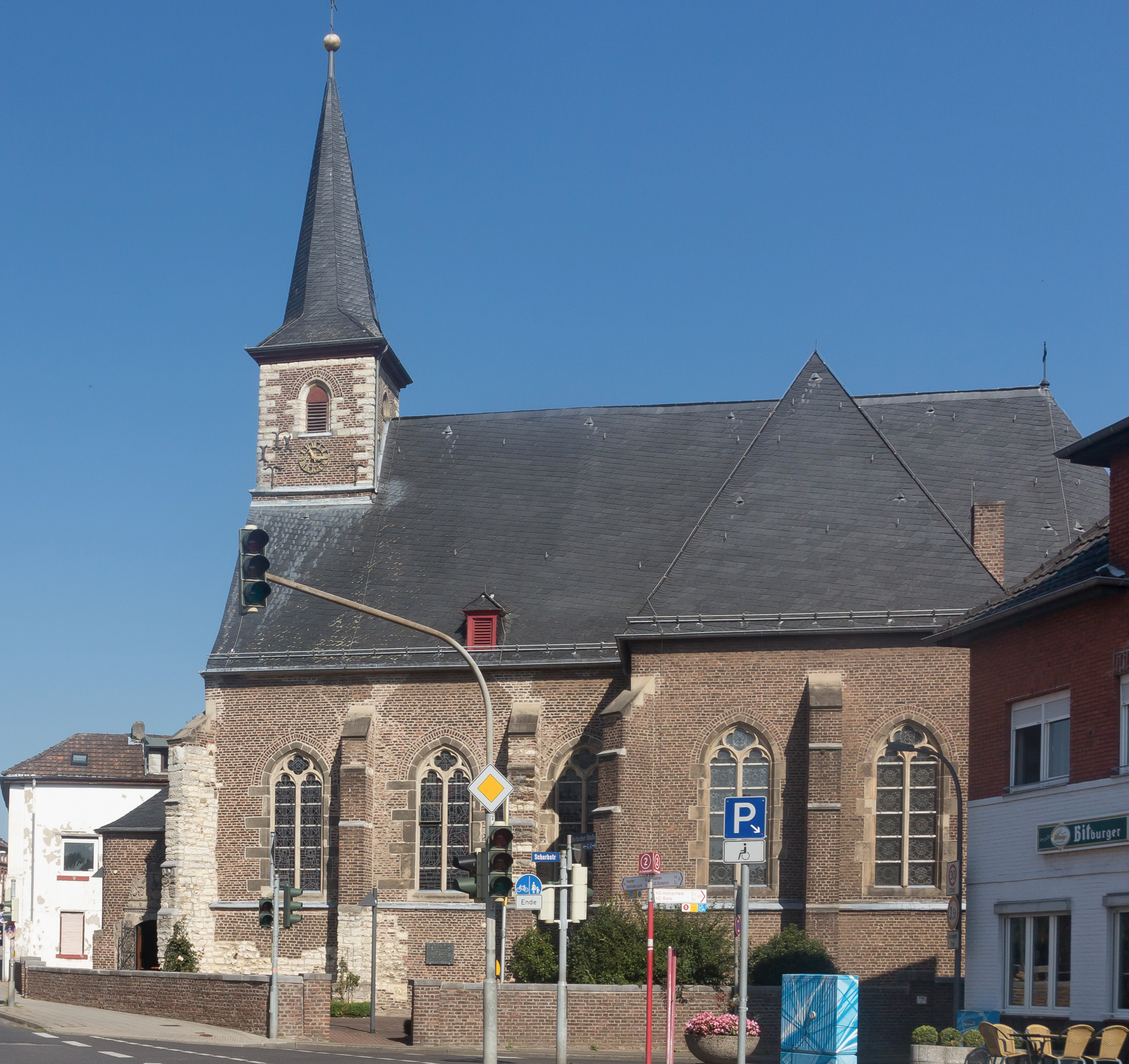
Sint-Henricuskerk

## Natuur en landschap
Horbach is een langgerekt dorp dat ligt op een hoogte van 148 meter. In het noorden vormt de Crombacherbeek de grens met Nederland, in het westen ligt eveneens de Nederlandse grens met grensovergangen en autosnelwegen, in het oosten ontspringt de Amstelbach welke in noordelijke richting stroomt. Hier bevindt zich het natuurgebied Laub- und Auenwaldgebiet bei Herzogenrath westlich Pannesheide im Amstelbachtal. Ter hoogte van de Laurensbergerstrasse zijn enkele holle wegen. De omgeving van Horbach kenmerkt zich voornamelijk door landbouw, behalve in de beekdalen.

## Nabijgelegen kernen
Spekholzerheide, Bocholtz, Richterich, Kohlscheid, Pannesheide